# Cagliari Futsal
Il  Cagliari Futsal è un'associazione sportiva dilettantistica attiva nel calcio a 5 con sede a Cagliari.

## Storia

### Le origini

La rosa del Cagliari Calcetto per la stagione 1999-2000

Fondata nel 1991 come "Mario Siddi", nel giro di pochi anni la società isolana raggiunge la Serie B. Nella stagione 1997-98 la squadra, divenuta nel frattempo Cagliari Calcetto, vince il proprio girone di Serie B, imponendosi anche nello spareggio promozione contro il Vesuvio Napoli. Sponsorizzato "Crocchias" e "Alimenti Sardi", il Cagliari gioca in Serie A per cinque campionati consecutivi, raccogliendo due salvezze, una qualificazione ai play-off scudetto e due retrocessioni, beneficiando al termine della stagione di esordio di un ripescaggio nella massima serie. Dopo nove anni di presidenza, nel giugno 2000 Marco Vacca lascia la società rossoblu per diventare direttore generale della Polisportiva Quartu 2000, militante in Serie B.

### La rifondazione
Lo Sporting Club Cagliari Calcio a 5 rinasce ufficialmente nell'estate del 2005 dal titolo sportivo della squadra di calcio a 5 della Polisportiva Quartu 2000. Marco Vacca, già presidente della Cagliari Calcetto e dello stesso Quartu 2000, viene confermato in carica. Dopo una prima stagione di assestamento, votata al mantenimento della categoria, già nella stagione 2006-07 la squadra ottiene risultati brillanti, vincendo i play-off del proprio girone ma uscendo sconfitta dallo spareggio contro il Reggio, giunto undicesimo in Serie A. La promozione è rimandata solamente di un anno: nel campionato 2007-08 il Cagliari vince il proprio girone di serie A2, guadagnandosi inoltre l'accesso ai play-off scudetto dove viene eliminata al primo turno dalla Marca Trevigiana. La prima stagione in Serie A si conclude con un soddisfacente 8º posto; nei play-off lo Sporting Club si arrende nei quarti di finale alla Luparense che poi andrà a vincere il tricolore. La stagione 2009-10 non regala le stesse soddisfazioni della precedente, e il Cagliari si conferma nella massima serie solo in seguito ai play-out nel vittorioso derby contro l'Atiesse. Anche nella stagione 2010-11, con la denominazione Cagliari Calcio a 5 la compagine rossoblu è chiamata a giocarsi la salvezza ai play-out: l'avversario è questa volta l'Augusta che vincendo entrambi gli scontri, condanna i sardi alla retrocessione in Serie A2. Per due stagioni consecutive il Cagliari sfiora il ritorno nella massima serie. Nella stagione 2011-12 conclude il campionato a un solo punto di distacco dal Verona ed esce sconfitto nella finale play-off contro la Canottieri Lazio. Nel campionato successivo l'epilogo è lo stesso. Conclusa la stagione regolare a un punto di distanza dallo Zanè Vicenza, nella finale play-off la formazione isolana è eliminata dal Napoli SMS. Nel 2013 la società annuncia un lieve cambio di denominazione che passa da Cagliari C5 a Cagliari Futsal. La squadra disputa una stagione positiva, senza tuttavia mai davvero inserirsi nella lotta per la promozione. In collaborazione con il Sestu, nel marzo 2014 la società organizza la final eight della Coppa Italia di categoria, prima fase finale di una manifestazione nazionale di calcio a 5 ad essere ospitata in Sardegna. 

#### Squadra Femminile
Rilevato il titolo della Janas Cagliari, storica formazione femminile cittadina, nel 2014 la società inaugura il "Futsal Femminile Cagliari" che nella stagione 2014-15 partecipa al campionato di Serie C1 regionale. Grazie all'innesto degli spagnoli Víctor López e Hugo Bernárdez, nel 2014-15 il Cagliari si qualifica sia alla Coppa Italia sia ai play-off promozione; in entrambe le sfide la squadra è eliminata al primo turno. Dopo vari successi, nel 2020-2021 disputa ancora il campionato di serie A.

### Il ritorno nei campionati regionali
Durante l'estate del 2017 la società rinuncia alla serie A2, iscrivendosi al campionato regionale di Serie C1. Nella stagione 2019-20 la squadra raggiunge la finale di Coppa Italia regionale, venendo però sconfitta dall'Athena Oristano per 9-2. In seguito all'interruzione del campionato a causa della pandemia di COVID-19 del 2020, avvenuta quando il Cagliari occupava il primo posto a pari merito con il C'è Chi Ciak, il consiglio direttivo del comitato regionale sardo sancisce la promozione straordinaria di entrambe le società in Serie B. A vincere il campionato è tuttavia il C'è Chi Ciak, premiato dalla classifica avulsa.

## Cronistoria
| Cronistoria del Cagliari Futsal |
| --- |
| - 1991 · Fondazione della Mario Siddi. - 1991-92 · ? - 1992-93 · ? - 1993-94 · ? - 1994-95 · ? - 1995 · Assume la denominazione Cagliari Calcetto. - 1995-96 · ? - 1996-97 · ? - 1997-98 · 1ª nel girone C di Serie B. Promossa in Serie A. Vince lo spareggio promozione contro il Vesuvio Napoli. Eliminata nel primo turno dei play-off scudetto. Quarti di finale di Coppa Italia. - 1998-99 · 16ª in Serie A. Retrocessa in Serie A2, viene ripescata. Sconfitta nei play-out contro la Jesina. Sedicesimi di finale di Coppa Italia. - 1999-00 · 11ª in Serie A. Ottavi di finale di Coppa Italia. - 2000-01 · 11ª in Serie A. Ottavi di finale di Coppa Italia. - 2001-02 · 10ª in Serie A. Primo turno play-off. Quarti di finale di Coppa Italia. - 2002-03 · 14ª in Serie A. Retrocessa in Serie A2. - 2003 · Assume la denominazione Cagliari C5. - 2003-04 · 12ª nel girone B di Serie A2. Retrocessa in Serie B. Sconfitta nei play-out dal Palermo. - 2004 · Fusione con l'ATS Quartu e nascita dell'ATS Cagliari C5. - 2004-05 · Inattiva. - 2005 · Acquisizione del titolo sportivo della sezione di calcio a 5 della Polisportiva Quartu 2000 e fondazione dello Sporting Club Cagliari C5. - 2005-06 · 9ª nel girone A di Serie A2. - 2006-07 · 5ª nel girone A di Serie A2. Sconfitta nella finale play-out A/play-off di A2. - 2007-08 · 1ª nel girone A di Serie A2. Promossa in Serie A. Finalista di Coppa Italia di Serie A2. - 2008-09 · 9ª in Serie A. Quarti di finale play-off. Quarti di finale di Coppa Italia. - 2009-10 · 12ª in Serie A. Vincitrice nei play-out contro l'Atiesse. - 2010 · Ritorno alla denominazione Cagliari C5. - 2010-11 · 12ª in Serie A. Retrocessa in Serie A2. Sconfitta nei play-out contro l'Megara Augusta. - 2011-12 · 2ª nel girone A di Serie A2. Finalista play-off. Finalista di Coppa Italia di Serie A2. - 2012-13 · 2ª nel girone A di Serie A2. Finalista play-off. Finalista di Coppa Italia di Serie A2. - 2013 · Assume la denominazione Cagliari Futsal. - 2013-14 · 4ª nel girone A di Serie A2. Semifinalista play-off. Semifinalista di Coppa Italia di Serie A2. - 2014-15 · 5ª nel girone A di Serie A2. Semifinalista play-off. Quarti di finale di Coppa Italia di Serie A2. - 2015-16 · 7ª nel girone A di Serie A2. - 2016-17 · 9ª nel girone A di Serie A2. - 2017 · Rinuncia alla Serie A2 e iscrizione in Serie C1. - 2017-18 · 8ª in Serie C1. Quarti di finale di Coppa Italia regionale. - 2018-19 · 3ª in Serie C1. Non disputa i play-off regionali poiché il distacco tra 2ª e 3ª è di 8 punti. Quarti di finale di Coppa Italia regionale. - 2019-20 · 2ª in Serie C1. Promossa in Serie B. Finalista della Coppa Italia regionale. - 2020-21 · Disputa il girone A di Serie B. |

## Statistiche e record
Si riportano di seguito le partecipazioni ai campionati della società dalla stagione 1997-98 in poi.
| Livello | Categoria | Partecipazioni | Debutto   | Ultima stagione | Totale |
| ------- | --------- | -------------- | --------- | --------------- | ------ |
| 1°      | Serie A   | 8              | 1998-1999 | 2010-2011       | 8      |
| 2º      | Serie B   | 1              | 1997-1998 | 1997-1998       | 11     |
| 2º      | Serie A2  | 10             | 2002-2003 | 2016-2017       | 11     |
| 3°      | Serie B   | 1              | 2020-2021 | 2020-2021       | 1      |
| 4°      | Serie C1  | 3              | 2017-2018 | 2019-2020       | 3      |

## Dirigenza
- Presidente: Marco Vacca
- Vicepresidente: Fabrizio Righetto
- Consigliere: Stefano Degano
- Direttore Sportivo: Gabriele Licheri
- Segretario: Franco Famigliuti
- Addetto Stampa: Alessandro Carta
- Webmaster: Simone Sedda
- Logistica: Duilio De Falco
- Logistica: Mauro Brundu

## Palmarès
- Campionato di Serie B: 1
  - 1997-98 (girone C)
- Campionato di Serie A2: 1
  - 2007-08 (girone A)